# François Crémieux
Pour les articles homonymes, voir Crémieux.
François Crémieux, né le 6 juin 1969, est un directeur d'hôpital français. Il est directeur général de  l'Assistance publique - Hôpitaux de Marseille (AP-HM) depuis juin 2021.

## Biographie
Au début des années 1990, François Crémieux milite au sein de SOS Racisme et de l’Union nationale des étudiants de France indépendante et démocratique (UNEF-ID). 
Il bourlingue[style à revoir] à Kaboul, Beyrouth, Haïti et en Yougoslavie. En 1993, alors qu'il effectue son service militaire au 24e régiment d'infanterie de Vincennes, il se porte volontaire pour être casque bleu en Bosnie-Herzégovine, pendant six mois dans la poche de Bihać, sous la bannière des Nations unies. Il raconte cette expérience dans le documentaire Casque bleu de Chris Marker. 

### Dans les Balkans
En 1998, il est diplômé de l’École des hautes études en santé publique de Rennes. Il dirige l’hôpital de Mitrovica au Kosovo en 1999, cherchant notamment à protéger le personnel albanais qui vient travailler en territoire serbe. Il dénonce l’épuration ethnique, notamment dans la revue Esprit dont il devient membre du comité de rédaction et du conseil de surveillance.

### Paris
Il occupe des postes au cabinet de la ministre de la santé Marisol Touraine,, comme directeur de l’offre de soins à l’agence régionale de santé d'Île-de-France sous Claude Evin, comme directeur des hôpitaux du nord de Paris puis directeur adjoint de l’Assistance publique-Hôpitaux de Paris de 2018 à 2021,,.

### Marseille
Il est nommé le 3 juin 2021 à la tête de l’Assistance publique-Hôpitaux de Marseille, à la demande de Martin Hirsch. Il doit gérer une dette importante, un plan de modernisation, la saturation des urgences pendant la 4e vague de la pandémie de Covid-19. Il suspend le projet de réhabilitation de l’hôpital Sainte-Marguerite,. Il affiche comme priorité  de réduire les inégalités d’accès à la santé, et s'oppose à la reprise des centres de santé de la Croix-Rouge française par le groupe privé Ramsay Santé.
Il doit aussi gérer les personnalités marseillaises dont les propos sont gênants, notamment l’anesthésiste Louis Fouché et le microbiologiste Didier Raoult,. Il accepte la demande de disponibilité de Louis Fouché, s'oppose à la prolongation dérogatoire après l’âge de la retraite demandée par Didier Raoult, et contribue au lancement de la procédure de recrutement afin de le remplacer à la direction générale de l’IHU Méditerranée infection en 2022,,. Il dépose plainte pour « injures publiques » et « menace de crime ou délit » après que la porte d'entrée d’un immeuble où réside un de ses homonymes a été taguée en marge d’une manifestation contre le passe sanitaire,.

## Documentaires
- « Un enfant des années 1980 : épisode 1/5 du podcast François Crémieux, le soin de loin » [audio], sur France Culture (consulté le 7 juin 2023)
- « Dans les Balkans : épisode 2/5 du podcast François Crémieux, le soin de loin » [audio], sur France Culture (consulté le 7 juin 2023)